# Václav Dobiáš
Václav Dobiáš (Radčice, royaume de Bohême, 22 septembre 1909 – Prague, 18 mai 1978) est un compositeur tchécoslovaque.

## Biographie
Dobiáš naît dans un milieu musical : son père et ses oncles sont musiciens. Il étudie à Prague, le violon et la composition avec Josef Bohuslav Foerster (1930–1931), puis au Conservatoire de Prague, avec Vítězslav Novák (1937–1939). Beaucoup de ses premières œuvres montrent une influence importante à partir de la musique folklorique. Plus tard dans sa vie, il s'intéresse à la composition en quart de ton, après avoir étudié avec Alois Hába. Il travaille un temps au Ministère tchèque de l'Information, puis il est professeur à l'Académie de musique de Prague dans les années 1950. Certaines de ses œuvres des années 1940 et 1950, notamment ses cantates, ont été écrites à la louange du communisme.

## Œuvres
Musique de chambre
- Quatuor à cordes no 1 (1931)
- Sonate pour violon et piano (1936)
- Quatuor à cordes no 2 (1936)
- Říkadla, Nonette (1938)
- Quatuor à cordes no 3 (1938)
- Sonate pour violoncelle et piano (1939)
- Lento pour 3 harpes (1940)
- Quatuor à cordes no 4 (1942)
- Pastorální dechový kvintet, quintette à vent (1943)
- Ballade pour violon et piano (1944)
- Petite suite pour violoncelle et piano (1944)
- 4 Nocturnes pour violoncelle et piano (1944)
- Quartettino pour Quatuor à cordes (1944)
- Danse pour violoncelle et piano (1946)
- Taneční fantasie (danse fantaisie), Nonette (1948)
- O rodné zemí, Nonette (1952)

Autres œuvres
- Suite pour piano (1939)
- Concertino pour violon (1941)
- Stalingrad, cantate (1945)
- Sinfonietta (1946)
- Buduj vlast, posílíš mir (Construire votre pays, renforcer la Paix), cantate (1950)
- Symphonie no 2 (1956-57)
- Ouverture Festive (1966)

## Hommages
L'astéroïde (27960) Dobiáš est nommé en son honneur.